# Warner Premiere
Warner Premiere foi uma subsidiária da Warner Bros. Home Entertainment criada em 2006, com sede em Burbank, Califórnia. Focada em produções diretas para vídeo, lançou filmes e animações para DVD, Blu-ray e plataformas digitais, especialmente derivados de grandes franquias como DC e HB. Destacou-se com títulos como Batman: Gotham Knight (2008), Lost Boys: The Tribe (2008), e animações do DC Universe.
Com o crescimento do streaming, a empresa foi desativada em 2012. Seu legado segue nas produções distribuídas por plataformas digitais.

## Filmografia
| Ano  | Título                                         | Diretor(es)                                          | Co-produtora(s)                                                                     |
| ---- | ---------------------------------------------- | ---------------------------------------------------- | ----------------------------------------------------------------------------------- |
| 2007 | The Dukes of Hazzard: The Beginning            | Robert Berlinger                                     | Gerber Pictures / Hollywood Media Bridge                                            |
| 2007 | Superman: Doomsday                             | Bruce Timm / Lauren Montgomery / Brandon Vietti      | Warner Bros. Animation                                                              |
| 2007 | Return to House on Haunted Hill                | Víctor García                                        | Dark Castle Entertainment                                                           |
| 2007 | Get Smart's Bruce and Lloyd: Out of Control    | Gil Junger                                           | Mad Chance / Mosaic Media Group / Callahan Filmworks                                |
| 2007 | A Dennis the Menace Christmas                  | Ron Oliver                                           | Sneak Preview Entertainment / Valkyrie Films                                        |
| 2007 | Trick 'r Treat                                 | Michael Dougherty                                    | Legendary Pictures / Bad Hat Harry                                                  |
| 2008 | Justice League: The New Frontier               | Dave Bullock                                         | Warner Bros. Animation                                                              |
| 2008 | Batman: Gotham Knight                          | Toshi Hiruma / Bruce Timm                            | Warner Bros. Animation                                                              |
| 2008 | Lost Boys: The Tribe                           | P. J. Pesce                                          | Thunder Road Film / Hollywood Media Bridge                                          |
| 2008 | Another Cinderella Story                       | Damon Santostefano                                   | Dylan Sellers Productions                                                           |
| 2008 | Scooby-Doo and the Goblin King                 | Joe Sichta                                           | Warner Bros. Animation / Hanna-Barbera                                              |
| 2008 | The Clique                                     | Michael Lembeck                                      | Alloy Entertainment / Bankable Productions                                          |
| 2009 | Ace Ventura Jr: Pet Detective                  | David Mickey Evans                                   | Morgan Creek Productions                                                            |
| 2009 | Wonder Woman                                   | Lauren Montgomery                                    | Warner Bros. Animation                                                              |
| 2009 | Tales of the Black Freighter                   | Daniel DelPurgatorio / Mike Smith                    | Paramount Pictures / Legendary Pictures                                             |
| 2009 | Under the Hood                                 | Eric Matthies                                        | Paramount Pictures / Legendary Pictures                                             |
| 2009 | Scooby-Doo! and the Samurai Sword              | Joe Sichta                                           | Warner Bros. Animation / Hanna-Barbera                                              |
| 2009 | Spring Breakdown                               | Ryan Shiraki                                         | Code Entertainment                                                                  |
| 2009 | Mr. Troop Mom                                  | William Dear                                         | Encanto Enterprises                                                                 |
| 2009 | Green Lantern: First Flight                    | Lauren Montgomery                                    | Warner Bros. Animation                                                              |
| 2009 | Scooby-Doo! The Mystery Begins                 | Brian Levant                                         | Cartoon Network                                                                     |
| 2009 | Superman/Batman: Public Enemies                | Sam Liu                                              | Warner Bros. Animation                                                              |
| 2009 | A Miser Brothers' Christmas                    | Dave Barton Thomas                                   | Warner Bros. Animation / Cuppa Coffee Studios                                       |
| 2010 | Scooby-Doo! Abracadabra-Doo                    | Spike Brandt / Tony Cervone                          | Warner Bros. Animation / Hanna-Barbera                                              |
| 2010 | Justice League: Crisis on Two Earths           | Sam Liu / Lauren Montgomery                          | Warner Bros. Animation                                                              |
| 2010 | Free Willy: Escape from Pirate's Cove          | Will Geiger                                          | ApolloMovie / Film Afrika                                                           |
| 2010 | Preacher's Kid                                 | Stan Foster                                          | Gener8Xion Entertainment / Epidemic Pictures / Stan Foster Pictures                 |
| 2010 | Batman: Under the Red Hood                     | Brandon Vietti                                       | Warner Bros. Animation                                                              |
| 2010 | Tom and Jerry Meet Sherlock Holmes             | Spike Brandt / Jeff Siergey                          | Warner Bros. Animation / Turner Entertainment                                       |
| 2010 | Scooby-Doo! Camp Scare                         | Ethan Spaulding                                      | Warner Bros. Animation / Hanna-Barbera                                              |
| 2010 | Superman/Batman: Apocalypse                    | Lauren Montgomery                                    | Warner Bros. Animation                                                              |
| 2010 | Lost Boys: The Thirst                          | Dario Piana                                          | Thunder Road Film / Hollywood Media Bridge / Film Afrika / ApolloMovie              |
| 2010 | Superman/Shazam!: The Return of Black Adam     | Joaquim Dos Santos                                   | Warner Bros. Animation                                                              |
| 2011 | All-Star Superman                              | Sam Liu                                              | Warner Bros. Animation                                                              |
| 2011 | Scooby-Doo! Curse of the Lake Monster          | Brian Levant                                         | Cartoon Network / Atlas Entertainment / Nine / 8 Entertainment / Telvan Productions |
| 2011 | Happiness Is a Warm Blanket, Charlie Brown     | Andy Beall / Frank Molieri                           | Wild Brain                                                                          |
| 2011 | Green Lantern: Emerald Knights                 | Christopher Berkeley / Lauren Montgomery / Jay Oliva | Warner Bros. Animation                                                              |
| 2011 | Tom and Jerry and the Wizard of Oz             | Spike Brandt / Tony Cervone                          | Warner Bros. Animation / Turner Entertainment                                       |
| 2011 | A Cinderella Story: Once Upon a Song           | Damon Santostefano                                   | Dylan Sellers Productions                                                           |
| 2011 | Scooby-Doo! Legend of the Phantosaur           | Ethan Spaulding                                      | Warner Bros. Animation / Hanna-Barbera                                              |
| 2011 | Batman: Year One                               | Sam Liu / Lauren Montgomery                          | Warner Bros. Animation                                                              |
| 2012 | Justice League: Doom                           | Lauren Montgomery                                    | Warner Bros. Animation                                                              |
| 2012 | Scooby-Doo! Music of the Vampire               | David Block                                          | Warner Bros. Animation / Hanna-Barbera                                              |
| 2012 | Superman vs. The Elite                         | Michael Chang                                        | Warner Bros. Animation                                                              |
| 2012 | Batman: The Dark Knight Returns – Part 1       | Jay Oliva                                            | Warner Bros. Animation                                                              |
| 2012 | Tom and Jerry: Robin Hood and His Merry Mouse  | Spike Brandt / Tony Cervone                          | Warner Bros. Animation / Turner Entertainment                                       |
| 2012 | Big Top Scooby-Doo!                            | David Block                                          | Warner Bros. Animation / Hanna-Barbera                                              |
| 2012 | A Christmas Story 2                            | Brian Levant                                         | Hollywood Media Bridge / Telvan Productions                                         |
| 2012 | Thunderstruck                                  | John Whitesell                                       | Karz Entertainment / Goodwin Sports                                                 |
| 2013 | Batman: The Dark Knight Returns – Part 2       | Jay Oliva                                            | Warner Bros. Animation                                                              |
| 2013 | Scooby-Doo! Mask of the Blue Falcon            | Michael Goguen                                       | Warner Bros. Animation / Hanna-Barbera                                              |
| 2013 | Superman: Unbound                              | James Tucker                                         | Warner Bros. Animation                                                              |
| 2013 | Lego Batman: The Movie – DC Super Heroes Unite | Jon Burton                                           | TT Animation                                                                        |
| 2013 | House Party: Tonight's the Night               | Darin Scott                                          | Film Afrika Worldwide                                                               |
| 2013 | Justice League: The Flashpoint Paradox         | Jay Oliva                                            | Warner Bros. Animation                                                              |